# 朱成友
朱成友（1941年4月—），辽宁丹东人，中国人民解放军将领、中国人民解放军武警中将。第十五届、十六届中央候补委员。 
1959年入伍，1961年加入中国共产党。1981年毕业于中国人民解放军军事学院。1990年任云南省军区司令员，1993年任成都军区副司令员。1996年任武警部队副司令员。
1990年授少将军衔，1995年晋中将军衔。